# Злоупотребление тианептином
Злоупотребление тианептином — немедицинское использование препарата группы атипичных трициклических антидепрессантов тианептина (коаксила), приводящее к негативным психологическим и физическим последствиям.
Тианептин обладает существенным наркогенным потенциалом, эффективность наркотического опьянения при его применении сравнима с таковым у традиционных наркотиков. Этот эффект отмечается в дозах, превышающих терапевтические: при пероральном применении в среднетерапевтических дозировках тианептин, как правило, безвреден. Злоупотребление тианептином относится к новым чрезвычайно злокачественным и терапевтически резистентным формам аддикции молодого возраста и приводит к быстрой инвалидизации.
Первые случаи злоупотребления тианептином были описаны в авторитетных источниках в 1999, а затем в 2003 году. На Западе публикуются данные в основном о единичных случаях злоупотребления тианептином. Однако этот препарат широко используют лица, страдающие наркотической зависимостью, в России и других странах СНГ. Существенную проблему представляет собой также использование тианептина в немедицинских целях грузинскими эмигрантами в Турции.
Постановлением правительства Российской Федерации от 30 июня 2010 года тианептин внесен в список III (список психотропных веществ, оборот которых в РФ ограничен и в отношении которых допускается исключение некоторых мер контроля в соответствии с законодательством и международными договорами РФ).

## Особенности применения
Злоупотребление тианептином чаще всего начинается с его применения в качестве замены опиоидов больными, страдающими опиоидной зависимостью (хотя есть риск злоупотребления и у лиц без наркомании и токсикомании в анамнезе). В дальнейшем больные сочетают либо чередуют применение тианептина и применение опиоидов, или же злоупотребление этим препаратом приобретает признаки самостоятельного заболевания. Кроме того, отмечаются отдельные случаи первичного злоупотребления тианептином с последующим формированием зависимости.
Тианептин применяется чаще всего перорально или внутривенно (для внутривенного введения используется раствор из измельченных таблеток); значительно реже раствор вводится не в венозное, а в артериальное русло. Период эпизодического употребления препарата колеблется от 1 недели до 4 месяцев. Во многих случаях больные начинают употреблять тианептин сразу систематически; в этих случаях наблюдается быстрый рост толерантности.
При парентеральном применении даже больших доз тианептина продолжительность его наркотического действия относительно невелика, что обусловливает необходимость его многократного введения в течение дня и в результате — высокий риск тяжёлых соматических осложнений.
Внутривенное применение тианептина начинается, как правило, с использования подкожных вен верхних конечностей (кисти, предплечья, локтевой ямки). Далее, после развития флебита с последующей облитерацией этих вен, повторные попытки внутривенного введения обусловливают попадание препарата в паравазальную (околососудистую) клетчатку, развитие воспалительного процесса (инфильтрата) и последующее нагноение. Дальнейшее введение препарата в вены верхних конечностей становится невозможным, и больные прибегают к введению тианептина в бедренные сосуды в области паховой складки, что также влечёт за собой тяжёлые осложнения. К тяжёлым осложнениям приводит и внутримышечное введение препарата глубоко в мышцы бедра, ягодиц, голени.

## Эффекты
Эффекты при немедицинском употреблении тианептина сходны с эффектами при употреблении героина. Препарат обладает быстрым пролонгированным и комбинированным эйфорическим, транквилизирующим действием, подобным опиоидному («опиоидная сонливость»), а также психостимулирующим эффектом, который проявляется повышенным настроением и гиперактивностью.
При внутривенном применении возникает ощущение «прихода» в виде тёплого комка в эпигастральной области, разливающегося по всему телу, расслабления, чувства приятного давления в висках. Нередко отмечается кожный зуд, миоз. Через короткое время наступает вторая фаза — собственно эйфория. «Приход» сопровождается характерным лекарственным привкусом во рту в момент внутривенного введения раствора, чувством жжения по ходу вен во время или после внутривенного введения. Как для перорального, так и для внутривенного введения тианептина характерен внезапный резкий спад эйфории, который сопровождается раздражительностью и подавленностью, спастическими болями в животе, выраженным влечением к повторению интоксикации.
Со временем происходит ослабление и укорочение действия препарата, несмотря на увеличение дозы. За относительно короткий период злоупотребления формируется устойчивая, полиморфная и тяжёлая психологическая и физическая зависимость. Для лиц, страдающих зависимостью от тианептина, характерны специфические расстройства психики (тяжёлая тревога, беспокойство, нервозность); у этих больных практически отсутствуют ремиссии, а также осознанная мотивация к избавлению от наркомании.

### Абстинентный синдром
Первые признаки абстиненции возникают через 2—3 недели после начала систематического употребления тианептина. По своим проявлениям она очень сходна с абстиненцией при зависимости от опиоидов. Наблюдаются насморк, анорексия, тошнота, рвота, сухость слизистых полости рта, нарушение стула, бессонница, дневная сонливость, вялость, кошмарные сновидения, слезотечение, озноб, мидриаз, повышенная потливость, астения, тахикардия, экстрасистолия, тяжёлый болевой синдром (головная боль, боль в мышцах, суставах, спине, сердце, животе), повышение артериального давления, головокружение, тремор, ощущение жара, затруднение дыхания, чувство комка в горле, снижение скорости сенсомоторных реакций и концентрации внимания, тревожные и панические расстройства, судорожная готовность и пр. Возможны также обморок, коллапс, судороги, смертельный исход.
Чрезвычайно тяжёлой составляющей абстинентного синдрома у лиц, страдающих зависимостью от тианептина, является постинтоксикационная, постабстинентная депрессия, которая сочетается с раздражительностью и агрессивностью и может сопровождаться суицидальными мыслями и тенденциями, резко выраженным влечением именно к тианептину. У больных, принимавших тианептин в очень высоких дозах, может наблюдаться делирий.
Длительность абстинентного синдрома составляет от 4 до 14 дней. Отмечалось, что введение антагониста опиоидных рецепторов налтрексона приводит к утяжелению абстинентного синдрома у лиц, страдающих зависимостью от тианептина. Этот факт, а также сходство проявлений интоксикации тианептином и его абстинентного синдрома с таковыми при героиновой зависимости дают основания рассматривать тианептин в качестве агониста опиоидных рецепторов, а зависимость от данного препарата — как разновидность опиоидной зависимости.

### Осложнения
У преобладающего большинства лиц, употребляющих тианептин с целью достичь наркотического опьянения, рано или поздно развиваются гнойно-некротические и сосудистые осложнения, нередко становящиеся причиной инвалидизации, а порой и смертельного исхода. Парентеральное введение тианептина гораздо чаще приводит к инвалидизирующим осложнениям у молодых людей, страдающих наркозависимостью, чем употребление других психоактивных веществ. Может развиваться сепсис. Возникают грубые токсические изменения органов зрения: быстрое нарастание сосудистых нарушений с необратимой потерей зрения. Характерны также нарушения функции печени.

#### Гнойно-некротические и сосудистые осложнения
Наблюдаются при парентеральном применении тианептина в гораздо большем проценте случаев, чем при употреблении традиционных наркотических средств. Возникновение данных осложнений, по-видимому, связано с физико-химическими свойствами препарата: тианептин плохо растворим в воде, и вводимая смесь по сути представляет собой взвесь частиц препарата; токсические дозировки тианептина, вводимые в сосудистое русло, запускают, вероятно, механизм развития гиперкоагуляционного синдрома; значительную роль также играют условия приготовления и введения препарата, далёкие от асептических.
Можно выделить две больших группы осложнений, во многом обусловленных парентеральным введением тианептина и патогенетически связанных друг с другом: гнойно-некротические поражения мягких тканей и осложнения, связанные с первичным поражением сосудистого русла.
Гнойно-некротические осложнения
- Постинъекционные инфильтраты
- Постинъекционные трофические язвы конечностей
- Флегмоны и абсцессы мягких тканей
- Анаэробные гангрены конечностей
- Сепсис

Постинъекционные сосудистые осложнения
- Венозные осложнения
  - Острый тромбофлебит поверхностных вен верхних и нижних конечностей, шеи, лица
  - Тромбоз глубоких вен голеней, острый илеофеморальный тромбоз
  - Синдром Педжета — Шрёттера
- Артериальные осложнения
  - Острый артериальный тромбоз конечностей
  - Ложные артериальные аневризмы
  - Эрозивные кровотечения из магистральных артерий конечностей
  - Гангрена конечности
- Микроциркуляторные расстройства
  - Трофические язвы
  - Дерматонекрозы
  - Локальные гангрены (поражение фаланг, пальцев)

Наличие тяжёлых осложнений обусловливает в ряде случаев необходимость ампутации конечности (на уровне плеча, предплечья либо бедра) или экзартикуляции конечности (в плечевом либо тазобедренном суставе), ещё чаще — ампутации или экзартикуляции пальцев кисти.
Иногда развиваются бактериальный эндокардит, пневмония.

## Лечение
Некоторые авторы рекомендуют назначение больным с зависимостью от тианептина антидепрессантов группы селективных ингибиторов обратного захвата серотонина (СИОЗС) на ранних этапах комплексной терапии. Иногда рекомендуется также использование по определённой схеме плазмафереза, антидепрессанта группы СИОЗС флувоксамина, трансцеребрального электрофореза и гепатопротектора силимарина. Все эти рекомендации не имеют доказательной базы.
При гнойно-некротических и сосудистых осложнениях применяются противовоспалительная, антибактериальная и антикоагулянтная терапия, хирургическое вмешательство.

## Профилактика
Для профилактики злоупотребления тианептином следует избегать назначения его лицам, имеющим в анамнезе злоупотребление и тем более зависимость от опиоидов, алкоголя или других психоактивных веществ, а также склонных к «экспериментированию» с психоактивными веществами для поиска острых ощущений. Если необходимость в использовании тианептина всё же возникает, нужно строго следить за соблюдением терапевтической дозы, избегая её повышения.